# Jean-Paul Costa
Jean-Paul Costa (n. 3 noiembrie 1941, Tunis, Protectoratul Francez al Tunisiei – d. 27 aprilie 2023, Chantérac, Nouvelle-Aquitaine, Franța) a fost președintele Curții Europene a Drepturilor Omului din 19 ianuarie 2007 până pe 3 noiembrie 2011. A absolvit Institutul de Studii Politice din Paris (1963) și are studii master la Facultatea de Drept din Paris (1962) .